# Episodi di Creature grandi e piccole (sesta stagione)
La sesta stagione della serie televisiva Creature grandi e piccole è stata trasmessa in anteprima nel Regno Unito dalla BBC tra il 2 settembre 1989 e il 18 novembre 1989.
| nº | Titolo originale             | Titolo italiano | Prima TV UK       | Prima TV Italia |
| -- | ---------------------------- | --------------- | ----------------- | --------------- |
| 1  | Here and There               |                 | 2 settembre 1989  |                 |
| 2  | The Course of True Love      |                 | 9 settembre 1989  |                 |
| 3  | The Call of the Wild         |                 | 16 settembre 1989 |                 |
| 4  | The Nelson Touch             |                 | 23 settembre 1989 |                 |
| 5  | Blood and Water              |                 | 30 settembre 1989 |                 |
| 6  | Where Sheep May Safely Graze |                 | 7 ottobre 1989    |                 |
| 7  | The New World                |                 | 14 ottobre 1989   |                 |
| 8  | Mending Fences               |                 | 21 ottobre 1989   |                 |
| 9  | Big Fish, Little Fish        |                 | 28 ottobre 1989   |                 |
| 10 | In Whom We Trust             |                 | 4 novembre 1989   |                 |
| 11 | The Rough and the Smooth     |                 | 11 novembre 1989  |                 |
| 12 | The Best Time                |                 | 18 novembre 1989  |                 |